# Heilgeiststraße 63 (Stralsund)

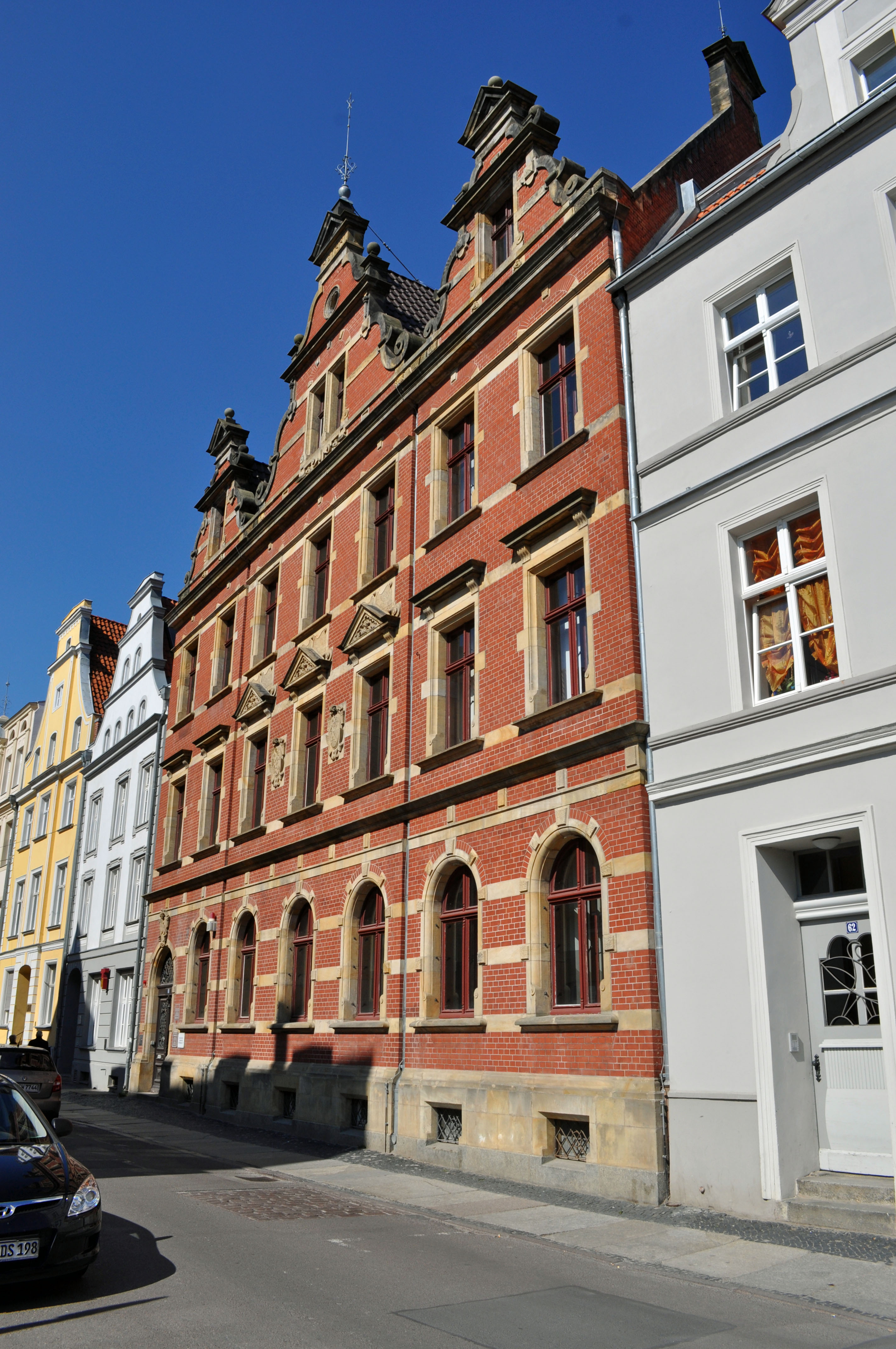
Das Haus Heilgeiststraße 63 in Stralsund (2012)

Das Gebäude mit der postalischen Adresse Heilgeiststraße 63 ist ein denkmalgeschütztes Bauwerk in der Heilgeiststraße in Stralsund.
Der dreigeschossige und siebenachsige giebelständige Backsteinbau wurde im Jahr 1887 errichtet.
Die Fassade ist im Stil der Neorenaissance gestaltet. Stilelemente der niederländischen Renaissance prägen das Bild. Der rote Backstein ist durch Elemente aus Sandstein gegliedert. Das rundbogige Portal und die ebenfalls rundbogigen Fenster im Erdgeschoss zeigen Buckelquaderung. Putzbänder laufen über die gesamte Front. Drei Zwerchhäuser krönen das Gebäude, sie sind als aufwendig geschmückte Volutengiebel gestaltet.
Das Gebäude diente ursprünglich als Hauptkassengebäude. Heute wird es durch Ämter der Stadt Stralsund genutzt.
Das Haus liegt im Kerngebiet des von der UNESCO als Weltkulturerbe anerkannten Stadtgebietes des Kulturgutes „Historische Altstädte Stralsund und Wismar“. In die Liste der Baudenkmale in Stralsund ist es mit der Nr. 334 eingetragen.